# 심천면
심천면(深川面)은 대한민국 충청북도 영동군에 있는 면 소재지이다.

## 이름
물이 맑고 깊어서 지프내라는 이름으로 불려 왔고, 이를 한자로 심천이라고 하였다.

## 지형
심천면은 백화산, 삼도봉, 덕유산이 동쪽에서 서남쪽으로 지나는 곳에 위치해 있다. 가까운 서쪽에는 마니산, 어류산, 국사봉, 월이산이 심천을 두르고 있다. 금강의 상류인 버들내(양강천)이 영동천과 만나서 심천으로 흘러 들어와 이곳에서 솔내(송천)과 합류한다.

## 행정 구역
- 각계리
- 고당리
- 구탄리
- 금정리
- 기호리
- 길현리
- 단전리
- 마곡리
- 명천리
- 심천리
- 약목리
- 용당리
- 장동리
- 초강리

## 교육
- 심천중학교
- 심천초등학교
- 초강초등학교